# Marinewerft Yokosuka
Die Marinewerft Yokosuka (japanisch 横須賀海軍工廠 Yokosuka kaigun kōshō) war eine der vier Hauptwerften, die von der Kaiserlich Japanischen Marine betrieben wurden, und befand sich in Yokosuka, in der Bucht von Tokio, südlich von Yokohama.

## Geschichte

Yokosuka in der Präfektur Kanagawa

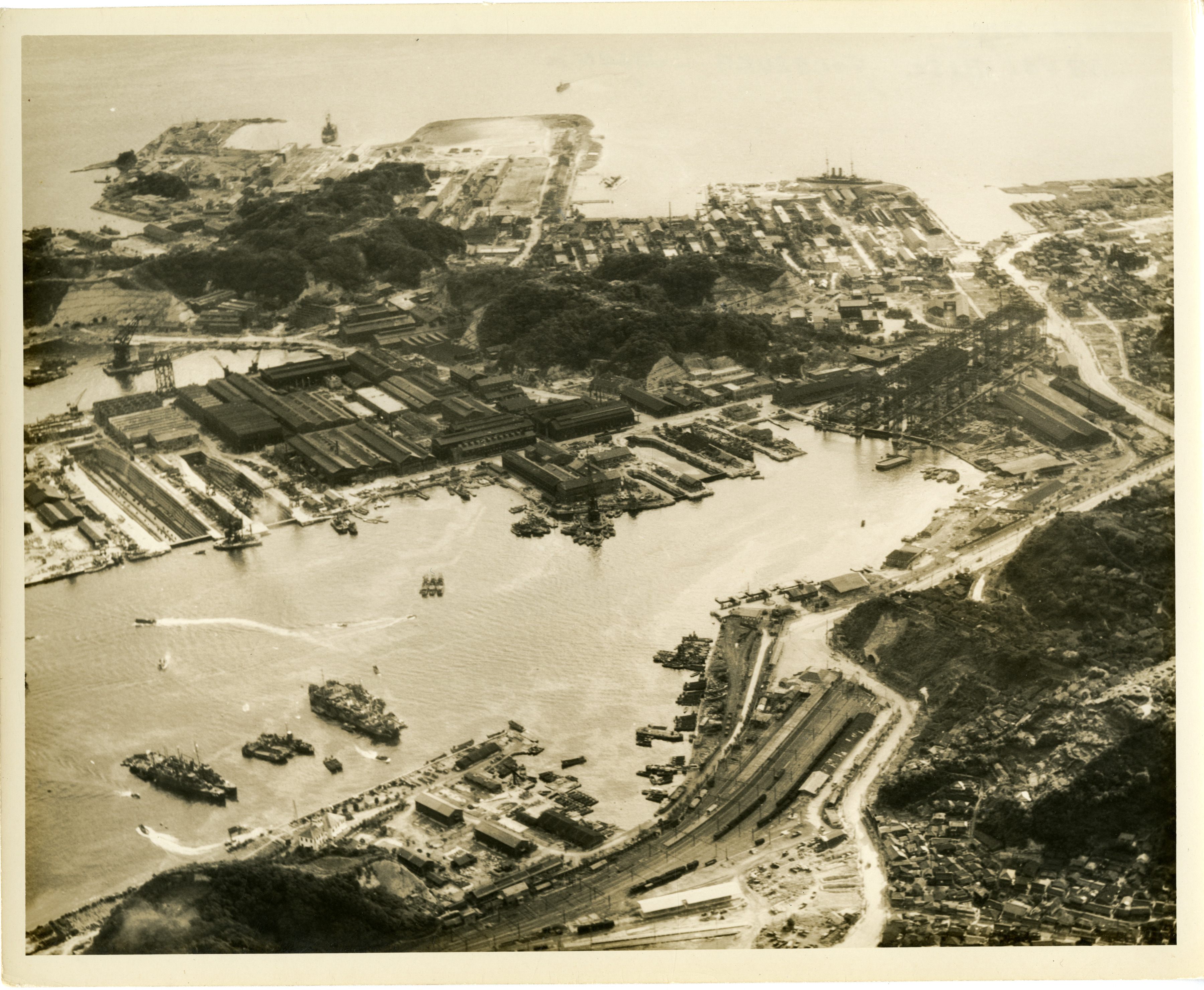
Marinewerft Yokosuka, 1944–45

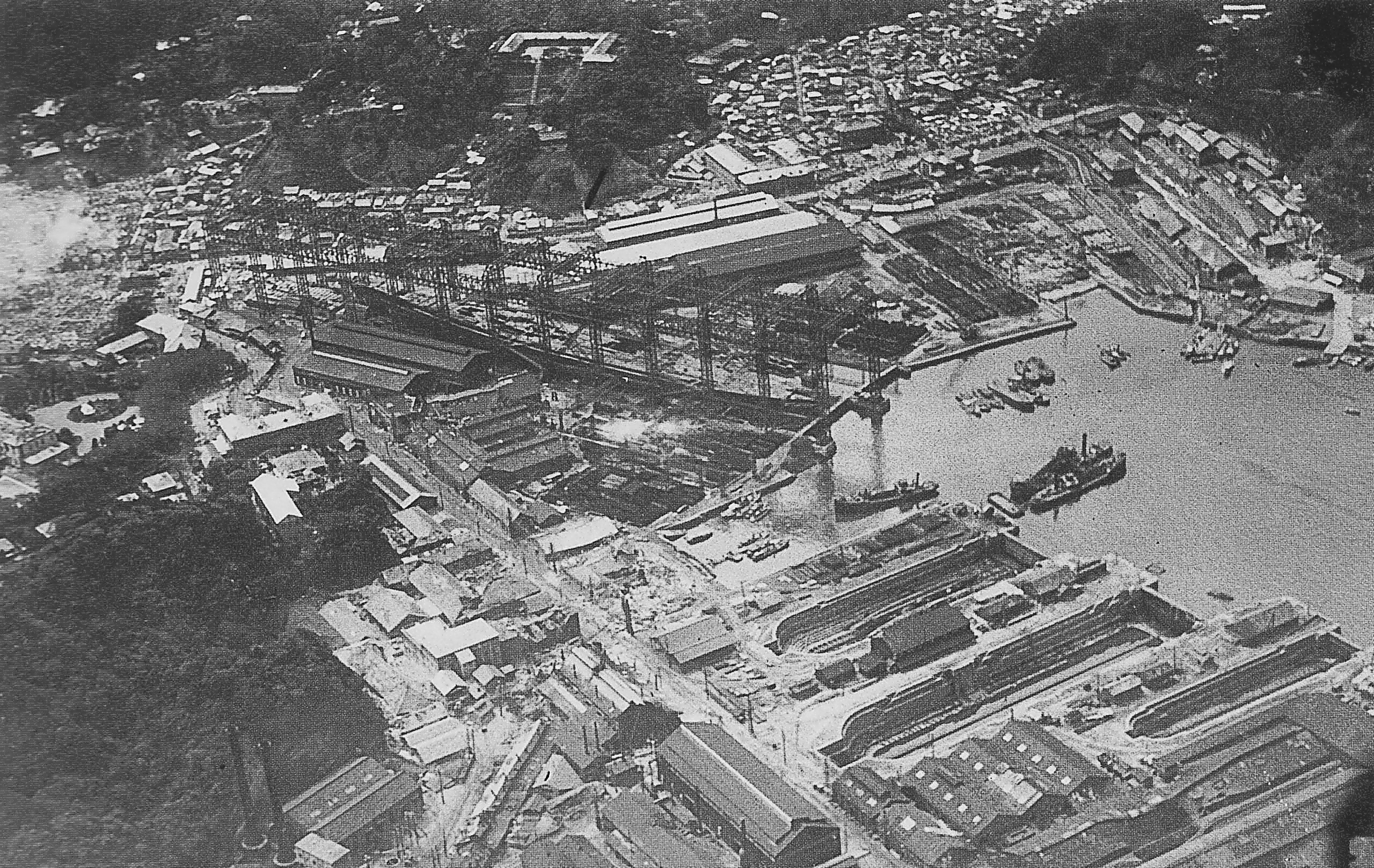
Marinewerft Yokosuka kurz nach dem Großen Kantō Erdbeben1923.

1866, gründete die Tokugawa-Shogunate-Regierung die Yokosuka Seisakusho (Yokosuka-Produktionsgesellschaft), ein militärisches Arsenal und eine Marinebasis. Dabei wurden sie unterstützt durch sogenannte O-yatoi gaikokujin, ausländische Fachleute, die engagiert worden waren, um die japanische Industrie aufzubauen. Es war geplant, dass diese neue Einrichtung Kriegsschiffe in modernem britischen oder französischen Stil für die Tokugawa-Marine bauen sollte. Der Bau dieser Marinebasis war einer der ersten Schritte der Modernisierung der japanischen Industrie.

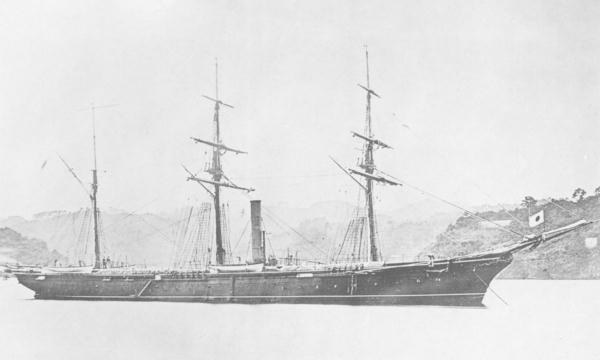
Korvette Seiki 1878

Nach dem Boshin-Krieg und der Meiji-Restauration, übernahm die neue Meiji-Regierung im Jahre 1871 die Kontrolle über die Einrichtung und benannte diese in Yokosuka Zosenjo (Yokosuka-Schiffswerft) um. Das erste Trockendock wurde 1871 in Dienst gestellt und ist auch heute noch voll funktionsfähig. Das erste in Japan gebaute Kriegsschiff, die Korvette Seiki, wurde im gleichen Jahr fertiggestellt. Sie machte eine in der Presse vielbeachtete Reise nach Europa, lief allerdings kurz nach der Rückkehr im Fluss Fuji auf Grund und sank.
Der Marinebezirk Yokosuka wurde 1884 eingerichtet und war als erster Bezirk verantwortlich für die Verteidigung der gesamten japanischen Inseln. Die Schiffswerft Yokosuka wurde 1903 in Marinewerft Yokosuka umbenannt.
Nach dem Ende des Russisch-Japanischen Krieges beendete die japanische Marine den Kauf von Großkampfschiffen im Ausland. Es waren sehr viele russische Schiffe erbeutet und in die japanische Flotte übernommen worden, außerdem plante und baute die japanische Marine die Schiffe jetzt selbst. Das erste Schiff, das in Yokosuka gebaut wurde, war der Panzerkreuzer Kurama. Ein Schiff, das als Vorgänger der Schlachtkreuzer gelten konnte, aber schon kurz nach Baubeginn von den Schiffen der britischen Invincible-Klasse sowohl in der Größe, als auch in der Bewaffnung überholt wurde.
Das Washingtoner Flottenabkommen vom 6. Februar 1922, sorgte dafür, dass zwei in Yokosuka geplante Großkampfschiffe nicht gebaut wurden. Es handelte sich um ein geplantes Schlachtschiff der Kii-Klasse, die Kii selbst, das nie auf Kiel gelegt, noch vor Baubeginn ausgesetzt und 1924 dann gänzlich gestrichen wurde. Ein weiteres Schiff, das betroffen war, war der Schlachtkreuzer Amagi. Um dem Washingtoner Flottenabkommen zu entsprechen, wurde die Arbeit an dem zu 40 % fertiggestellten Schiff eingestellt. 1923 wurde es als Flugzeugträger neu bestellt.
Am 1. September 1923 erschütterte das sogenannte Große Kantō-Erdbeben mit dem Epizentrum in der Sagami-Bucht und einer Magnitude von 7,9 (auf der 12 Jahre später eingeführten) Richterskala den Großraum Tokyo, Yokohama und auch Yokosuka. Die Folgen in den urbanen Bereichen waren verheerend, es gab mehr als 105.000 Tote durch das Erdbeben und annähernd 143.000 durch die folgenden Feuersbrünste. Selbstverständlich war auch die Marinewerft betroffen. Der Rumpf der Amagi wurde so schwer beschädigt, dass auf den Umbau zum Flugzeugträger verzichtet wurde. Das Schiff wurde am 14. April 1924 gestrichen und auf der Werft abgewrackt. Als Ersatz wurde die Kaga von der Kawasaki-Werft bei Tokio nach Yokosuka geschleppt und an Stelle der Amagi zum Flugzeugträger umgebaut.

## In der Marinewerft Yokosuka gebaute Marineschiffe (Auswahl)

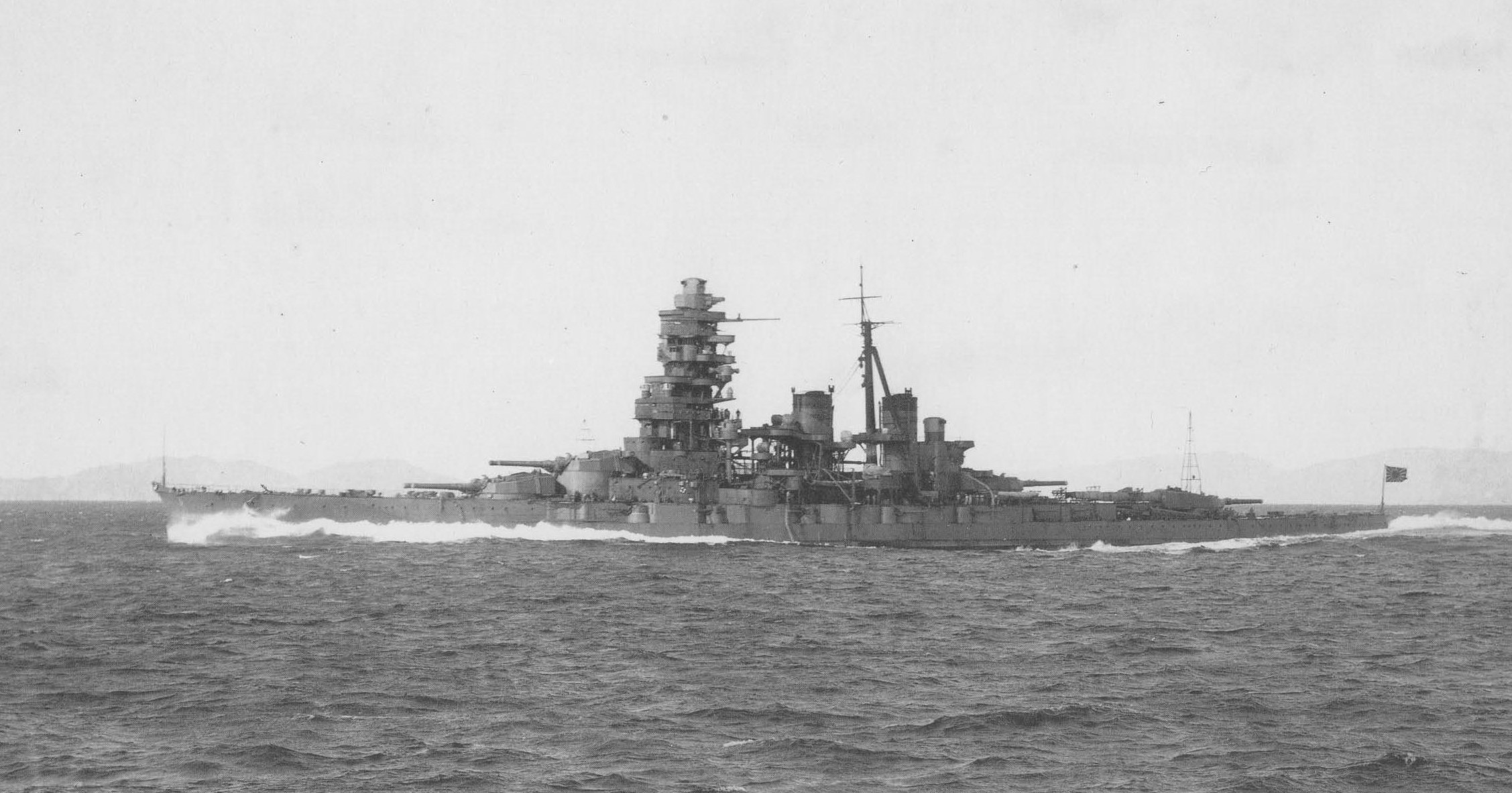
Die Hiei 1939 während einer Erprobung unter voller Fahrt.

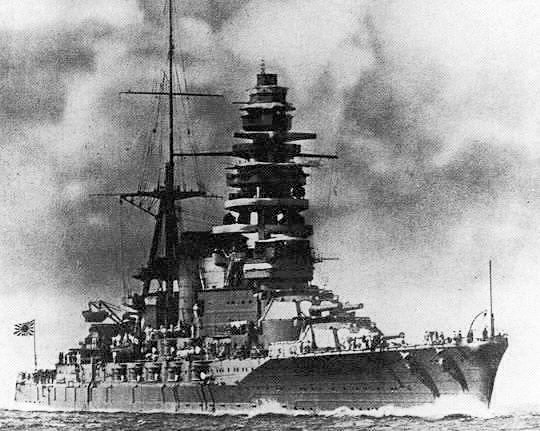
Schlachtschiff Mutsu in den 30er Jahren.

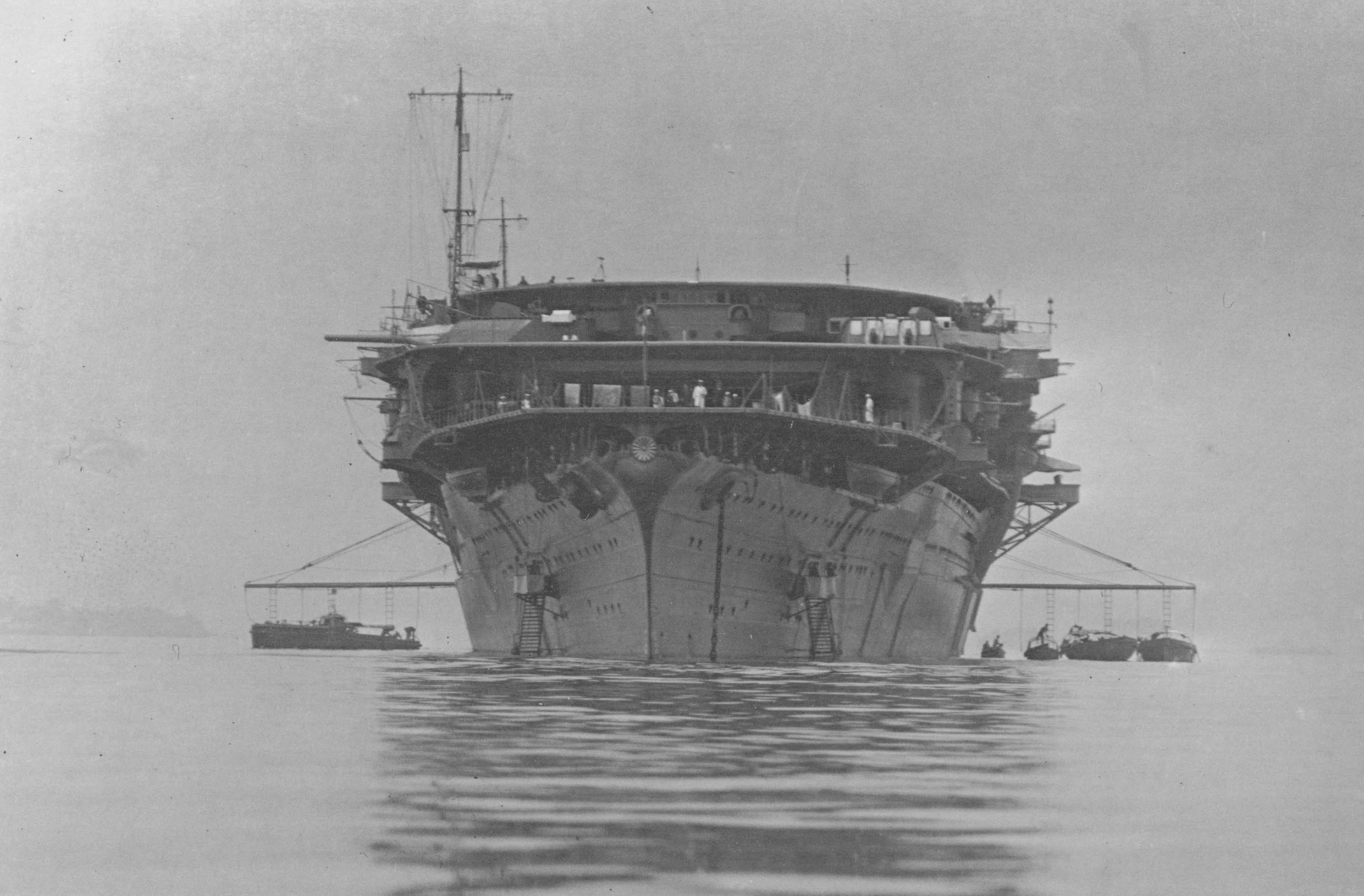
Flugzeugträger Kaga um 1930, noch mit getrennten Abflug- und Landedecks.

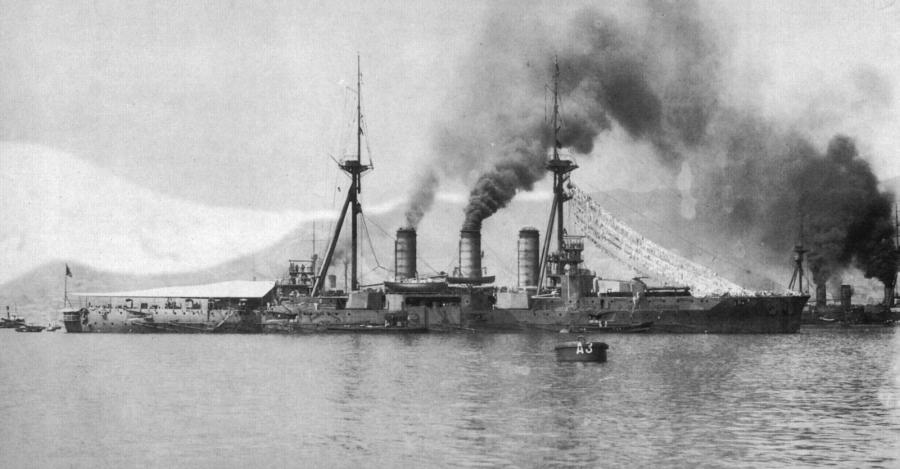
Panzerkreuzer Kurama.

### Großkampfschiffe
- Satsuma-Klasse: Satsuma
- Kawachi-Klasse: Kawachi
- Kongō-Klasse: Hiei
- Fusō-Klasse: Yamashiro
- Nagato-Klasse: Mutsu

### Flugzeugträger
- Tosa-Klasse: Kaga – Umbau zum Flugzeugträger
- Sōryū-Klasse: Hiryū
- Shōkaku-Klasse: Shōkaku
- Zuihō-Klasse: Shōhō
- Yamato-Klasse: Shinano – Umbau zum Flugzeugträger
- Unryū-Klasse: Unryū

### Kreuzer
- Niitaka-Klasse: Nikata
- Ibuki-Klasse: Kurama
- Tenryū-Klasse: Tenryū
- Myōkō-Klasse: Myōkō
- Takao-Klasse: Takao
- Mogami-Klasse: Suzuya
- Agano-Klasse: Noshiro

### Zerstörer
- Harusame-Klasse: Harusame, Murasame, Hayatori, Asagiri
- Kamikaze-Klasse (1905): 8 Einheiten
- Matsu-Klasse: 19 Einheiten

### U-Boote
- Junsen-B-Klasse: I-17, I-23, I-29, I-31, I-36, I-44, I-56, I-58
- Junsen-D-Klasse: I-365, I-368, I-369, I-372, I-373, I-374
- Kaidai-IIIa/b-Klasse: I-158, I-159
- Kaidai-VII-Klasse: I-180, I-182, I-184, I-185
- Kaichū-III-Klasse: Ro-20, Ro-21, Ro-22, Ro-23
- Kaichū-IV-Klasse: Ro-27

### Sonstige
- Taigei – U-Boot-Begleitschiff